# Valtatie 1 (Finland)
De Valtatie 1 is een primaire hoofdweg in Finland met een lengte van ruim 165 kilometer. De weg verbindt de hoofdstad Helsinki met de stad Turku. Op de route liggen onder andere ook de steden Espoo en Salo. Het grootste deel van de weg is uitgebouwd als autosnelweg. 
De Valtatie 1 is onderdeel van de E18, die van Craigavon in Noord-Ierland naar Sint-Petersburg in Rusland loopt.